# Meira Filho
João Assis Meira Filho (Taperoá, 24 de outubro de 1922 — Brasília, 8 de junho de 2008), ou apenas Meira Filho, foi um jornalista e político brasileiro.

## Carreira
Sócio fundador do Clube dos Pioneiros de Brasília, Meira Filho chegou ao Distrito Federal em 1958.
Com cerca de 130 mil votos, Meira Filho foi o primeiro senador eleito do Distrito Federal, em 1986, pelo PMDB.
Foi locutor d'A Voz do Brasil por 35 anos. Foi ele quem transmitiu, ao vivo, pela televisão, a solenidade de inauguração de Brasília, em 1960.
Morreu em 8 de junho de 2008, vitimado por um AVC.